# Benoît Friart
Benoît Friart (Haine-Saint-Paul, 3 juni 1951) is een Belgisch ondernemer en MR-politicus.

## Brouwersfamilie
Friart werd geboren in een familie van brouwers die sinds 1873 in de Brasserie St-Feuillien (Le Rœulx) aan het roer staan. In 1974 werd hij licentiaat in de economie aan de Facultés universitaires catholiques de Mons (Fucam). Vervolgens zette hij zijn eerste stappen  in het bedrijfsleven bij de Bass Brewery in Burton upon Trent. Na zijn legerdienst en ervaring in andere bedrijven werd hij - vanaf 1979 - beheerder van de familiale brouwerij.
Na de verkiezingen van 2006 werd hij verkozen tot gemeenteraadslid van Le Rœulx. Omdat hij met zijn partij IC (Intérêts communaux), een plaatselijk samengaan van cdH en MR, de meerderheid behaalde, werd hij onmiddellijk aangesteld tot schepen. Hij werd de opvolger van Albert Tesain die er burgemeester was vanaf 1985. Op 14 oktober 2012 behaalde Friart met IC terug - met 15 van de 19 zetels - de absolute meerderheid . Ook bij de gemeenteraadsverkiezingen van 2018 haalde hij een absolute meerderheid.
Bij de federale verkiezingen van 2014 werd hij verkozen tot lid van de Kamer van volksvertegenwoordigers, wat hij bleef tot in mei 2019. Bij de federale verkiezingen van 2019 stond hij als eerste opvolger op de MR-lijst voor de kieskring Henegouwen. Van maart tot oktober 2020 was hij opnieuw federaal volksvertegenwoordiger als opvolger van Denis Ducarme, die in die periode minister was in de regering-Wilmès II.